# マルコ・デ・グレゴリオ
マルコ・デ・グレゴリオ（Marco De Gregorio、1829年3月12日 - 1876年2月16日）はイタリアの画家である。 アドリアーノ・チェチオーニ、ジュゼッペ・デ・ニッティスらとともに1860年代に現在のナポリ県のエルコラーノやポルティチで活動した「レジーナ派」(Scuola di Resina)の画家の一人である。

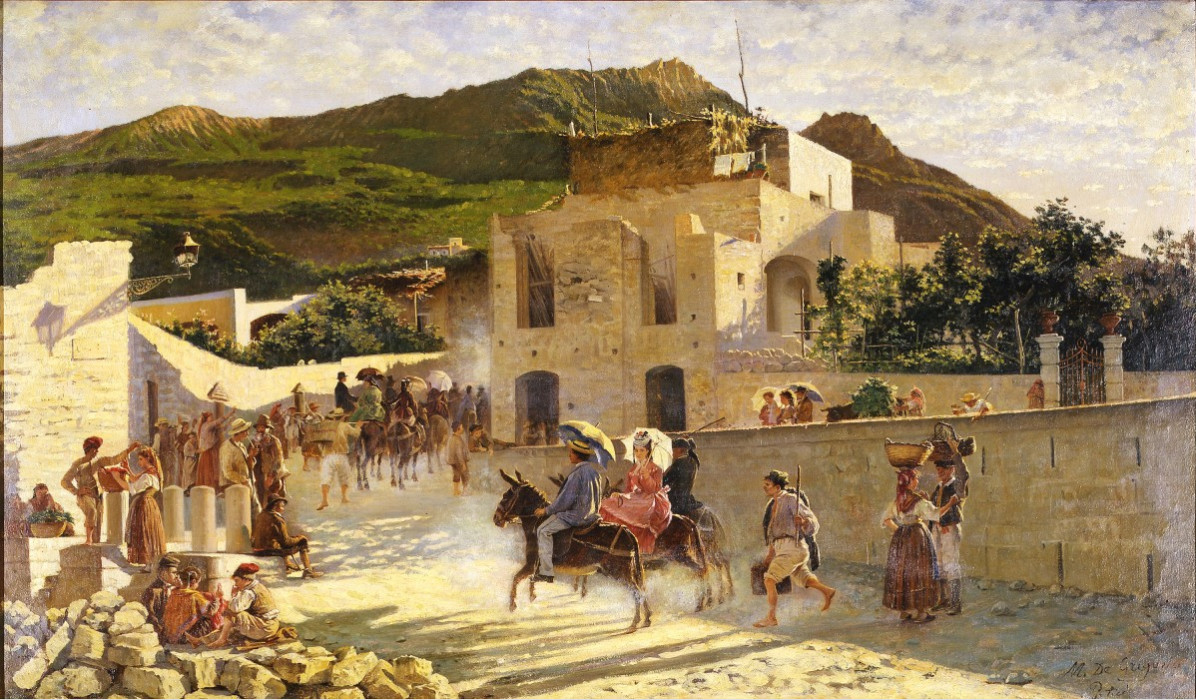
カプリの風景 (1867)

## 略歴
現在のナポリ県のレシーナ(現在はエルコラーノの一部)で生まれた。1850年以降にナポリ美術アカデミーでカミッロ・グエッラ(Camillo Guerra)やジャチント・ジガンテ(Giacinto Gigante)に学んだ。ジュゼッペ・ガリバルディのイタリア統一運動に加わり1860年のカンパニアで戦われたヴォルトゥルノの戦いに参加した。
1858年に風景画家のフェデリコ・ロッサノ(1835-1912)をナポリ近郊のポルティの自宅に招いて、一緒にレジーナやポルティナの風景を描き始めたのがレジーナ派の先駆けで、1863年からフィレンチェからナポリに留学してきたアドリアーノ・チェチオーニと、プッリャ州出身のジュゼッペ・デ・ニッティスが加わり、「レジーナ派」が形成された。このグループに、ラファエレ・ベラッツィ(Raffaele Belliazzi:1835-1917)、アルチェステ・カンプリアーニ(Alceste Campriani:1848-1933) 、アントニーノ・レトー(Antonino Leto:1844-1913) 、エドアルド・ダルボーノ(Edoardo Dalbono:1841-1915)らの若いアーティストが加わった。1867年にチェチオーニがフィレンツェに戻り、1868年にデ・ニッティスがパリに移るまでが、レジーナ派の活動時期とされる。
1870年頃に、エジプトを旅し、その後の作品、例えばナポリの国立サン・マルティーノ美術館(Museo nazionale di San Martino)に収蔵されているアラブの父場やエジプトの少年を描いた作品には「オリエンタリズム」の影響が見られる。1872年にフィレンツェを旅し、「マッキア派」の画家とも交流した。
1875年にナポリで死去した
。

## 作品

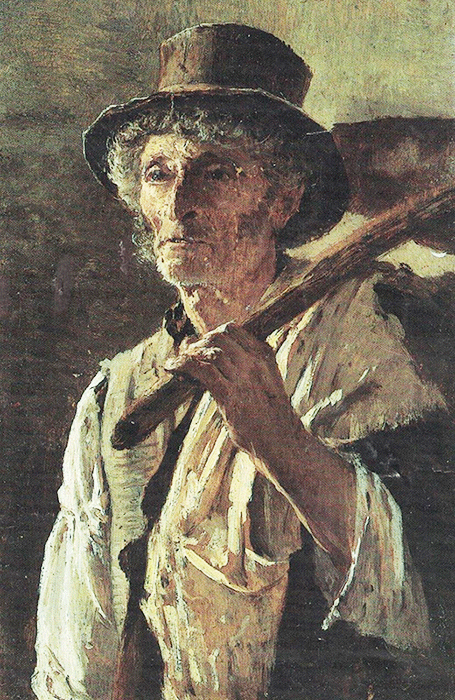
溝掘り労働者(1873)
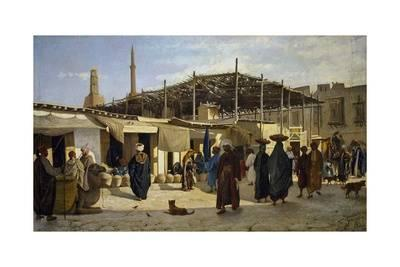
「アラブの市場」(1873)